# My Immortal
«My Immortal» (в переводе с англ. «Мой бессмертный») — третий сингл американской рок-группы Evanescence. Песня вошла в альбом Fallen. На 47-й церемонии «Грэмми» номинировалась на «Лучшее вокальное поп-исполнение».
Достигла седьмого места в США и Великобритании, первой позиции в Португалии, а в Канаде продержалась двадцать недель в первой пятёрке. В Австралии сингл занял седьмое место по продажам в 2004 году.
Рок-баллада приобрела «золотой» статус 17 февраля 2009 года после продажи 500 000 копий.

## О песне
Одна из самых популярных песен, написанных группой. Композиция претерпела целый ряд изменений с начала истории Evanescence. Это четвёртая песня, написанная для Evanescence, и вторая написанная Беном для неё. Он написал оригинальную версию, когда ему было 15. В последующих версиях Эми Ли переписала бридж. Существует семь различных версий этой песни. Альбомная версия содержит струнную партию, написанную Грэмом Ревелом. Ближе к концу 2002 года эта версия была сыграна вживую. Затем группа начала играть версию, названную «band version» (сентябрь 2003), которая затем была реализована в качестве сингла. При живом исполнении Эми играет на фортепиано, но мелодия намного упрощена, возможно, чтобы избежать ошибок при игре. Эми не любит эту песню: она никогда не могла понять её, потому что это не её композиция, и она не основана на реальных событиях. Песня имеет множество интерпретаций. Бен написал короткий рассказ до написания текста этой песни. По его словам, она о духе, который остается с тобой после смерти и преследует тебя до тех пор, пока ты этого хочешь, потому что он не может оставить тебя одного. Бен посвятил эту песню своему дедушке..
Песня поднялась до второго места в поп-чарте, позади сингла Бритни Спирс «Toxic», и оставалась первой в Hot Adult Contemporary Tracks на протяжении трёх недель. «My Immortal (band version)» — последняя запись Бена в группе, до его ухода из группы.

## Музыкальное видео

Эми Ли в клипе My Immortal

Видео было снято режиссёром Дэвидом Моулдом в чёрно-белом готическом стиле, в Барселоне. В клипе Эми играет призрака, скитающегося по знакомым местам и вспоминающего свою былую любовь. Клип снимался 10 октября 2003 года, за две недели до того, как Бен ушёл из группы. Эми Ли упоминала, что визуальные эффекты поражают, если смотреть на них в ретроспективе, но уход Бена и визуальный ряд не связаны между собой, и сходство было случайным.
Видео начинает с показа Эми Ли, идущей по кромке фонтана; вокруг неё играют дети, но её никто не видит, на её руках можно разглядеть бинты. Далее можно увидеть Бена Муди, идущего по улице. В моментах, когда Эми Ли поёт, она сидит на телефонном автомате, лежит на машине, крыше дома и так далее. Финальная сцена показывает Ли, лежащую на крыше.
«В клипе показывается только разлука, я хотела изобразить настоящую человеческую грусть», — сказала Эми Ли.
В клипе снялись: Эми Ли, Бен Муди, Джон Лекомпт, Рокки Грей, Уилл Бойд.

## Список композиций
CD-сингл (вышел 30 декабря 2003)
| №  | Название                             | Автор(ы)                       | Длительность |
| -- | ------------------------------------ | ------------------------------ | ------------ |
| 1. | «My Immortal» (band version)         | Бен Муди, Эми Ли, Дэвид Ходжес | 4:33         |
| 2. | «My Immortal»                        | Бен Муди, Эми Ли, Дэвид Ходжес | 4:24         |
| 3. | «Haunted» (Live from Sessions @ Aol) | Бен Муди, Эми Ли, Дэвид Ходжес | 3:08         |
| 4. | «My Immortal» (Live from Cologne)    | Бен Муди, Эми Ли, Дэвид Ходжес | 4:15         |

### Чарты
| Чарт (2003)                         | Высшая позиция |
| ----------------------------------- | -------------- |
| Австрия (Ö3 Austria Top 40)         | 11             |
| Бельгия/Фландрия (Ultratop 50)      | 5              |
| Бельгия/Валлония (Ultratop 50)      | 9              |
| Нидерланды (Single Top 100)         | 5              |
| Германия (GfK)                      | 5              |
| Ирландия (IRMA)                     | 20             |
| Швейцария (Schweizer Hitparade)     | 7              |
| Великобритания (OCC UK Singles)     | 7              |
| Австралия (ARIA)                    | 4              |
| Canadian Singles Chart              | 1              |
| Дания (Tracklisten)                 | 7              |
| Финляндия (Suomen virallinen lista) | 9              |
| Франция (SNEP)                      | 11             |
| IFPI Greece                         | 1              |
| Италия (FIMI)                       | 3              |
| Новая Зеландия (Recorded Music NZ)  | 2              |
| Норвегия (VG-lista)                 | 2              |
| Швеция (Sverigetopplistan)          | 9              |
| США (Billboard Hot 100)             | 7              |
| США (Billboard Pop Airplay)         | 2              |
| США (Billboard Adult Pop Airplay)   | 1              |
| США (Billboard Adult Contemporary)  | 19             |

| Чарт (2006)                        | Высшая позиция |
| ---------------------------------- | -------------- |
| U.S. Hot Digital Songs (Billboard) | 43             |
| Чарт (2010)                        | Высшая позиция |
| German Singles Chart               | 72             |
| Чарт (2011)                        | Высшая позиция |
| UK Rock Chart                      | 16             |